# Paul Köppen

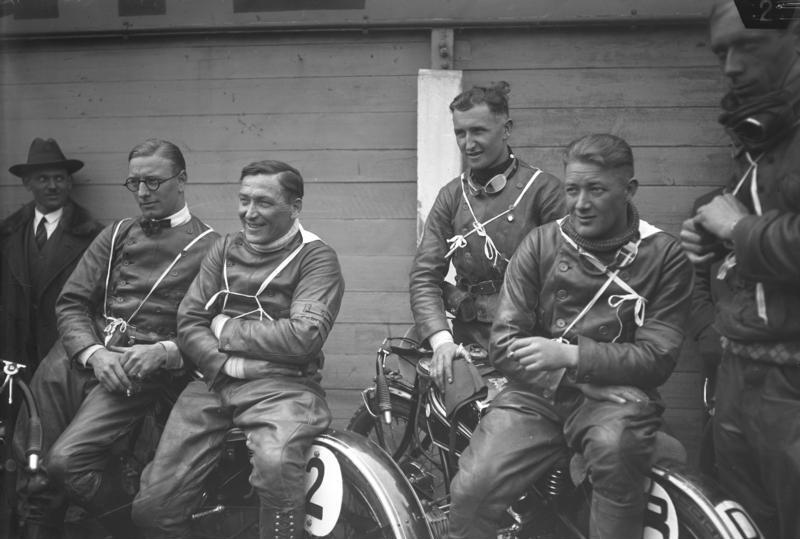
Köppen zusammen mit seinen Rennfahrerkollegen Toni Bauhofer, Ernst Jakob Henne und Ecker (v. l. n. r.) 1930

Paul Köppen (auch Paul Koeppen; * 1900; † 1958) war ein deutscher Motorrad- und Automobilrennfahrer sowie Motorenkonstrukteur.

## Werdegang
Der als „Gentleman unter den Motorradfahrern“ beschriebene Köppen, für den während seiner aktiven Laufbahn Berlin als Wohnort angegeben wird, begann im Alter von 24 Jahren mit dem Rennsport. Er startete auf einer eigenen BMW (mutmaßlich eine R 32), die bis 1929 in seinem Besitz blieb. Ein erster Rennstart ist für den 21. September 1924 beim Rennen Rund um Belzig südwestlich von Berlin nachweisbar; Köppen schloss mit Bestzeit ab.
Im ersten Halbjahr 1925 siegte Köppen auf BMW beim Frühjahrsrennen auf der Berliner AVUS sowie beim Swinemünder Bäderrennen – jeweils in der Klasse bis 750 cm³ Hubraum. Am 27. September 1925 wurde mit dem AVUS-Herbstrennen der erste Große Preis von Deutschland für Motorräder ausgefahren. Köppen gewann nach mehr als zweieinhalbstündiger Fahrzeit das Rennen der 500-cm³-Klasse mit absoluter Tagesbestzeit und mehr als sieben Minuten Vorsprung auf den Zweitplatzierten Italiener G. Ruggieri (Moto Guzzi). Dritter wurde der Brite Cecil Ashby auf P&M.
In der Rennsaison 1926 sind für Köppen Siege bei Rund um die Solitude in Stuttgart und beim Fichtelberg-Rennen sowie der zweite Platz beim ADAC-Bergrekord am Schauinsland bei Freiburg im Breisgau verzeichnet – jeweils in der 1000er-Klasse auf Harley-Davidson.
In die Saison 1927 startete Köppen mit einem Sieg beim 500-cm³-Lauf des Eilenriederennens in Hannover. Hier setzte er sich im Zweikampf mit seinem Markenkollegen Toni Bauhofer durch. Am 10. April 1927 gewann er auf Sizilien die 500-cm³- und die Gesamtwertung bei der Targa Florio motociclistica, die über drei Runden des 108 km langen, schwierigen Medio Circuito delle Madonie führte. Nach etwas mehr als fünfeinhalb Stunden Fahrzeit hatte Köppen im Ziel weniger als eine Minute Vorsprung auf den Zweitplatzierten Lombardo auf Moto Guzzi. Wenige Wochen nach diesem Sieg wurden Köppen aus der Wohnung, die er am Kurfürstendamm in Berlin zusammen mit seinem Rennfahrerkollegen Ernst Günther Burggaller bewohnte, von einem Einbrecher sämtliche bis dahin gewonnenen Medaillen, Ehrenpreise usw. gestohlen.
Anfang Juli 1927 standen auf dem kurz zuvor eröffneten Nürburgring die Rennen um die Motorrad-Europameisterschaft 1927 auf dem Programm, die mit dem III. Große Preises von Deutschland ausgetragen wurde. Die Strecke wurde in ihrer ursprünglichen Version aus Nord- und Südschleife genutzt und hatte eine Länge von 28,3 Kilometern. Einmalig in der Geschichte der Motorrad-Europameisterschaft wurden Titel in den Klassen bis 750 und bis 1000 cm³ vergeben. Köppen ging am 3. Juli vor ca. 55.000 Zuschauern bei unbeständigem Wetter in der 750er-Klasse an den Start und wurde hinter seinem BMW-Markenkollegen Josef Stelzer Zweiter und gleichzeitig Letzter, da nur zwei Maschinen in die Wertung kamen. Im weiteren Saisonverlauf errang Köppen noch Siege in der 1000-cm³-Kategorie beim diesmal in Kolberg an der Ostsee ausgetragenen Bäderrennen sowie auf der Berliner AVUS.
1928 trat Köppen wiederum bei der Targa Florio auf Sizilien an und wurde hinter seinem BMW-Teamkollegen Ernst Jakob Henne Zweiter. Siege bei großen Rennen gelangen ihm in dieser Saison nicht.
Bei seinem dritten Start auf Sizilien errang Paul Köppen im April 1929 seinen zweiten Sieg bei der Targa Florio. Er setzte sich gegen die Italiener Mario Colombo (Sunbeam) und Amilcare Moretti (Bianchi) durch und sicherte BMW den dritten Gesamtsieg in Folge bei diesem prestigereichen Rennen. 1929 trat Köppen noch bei einigen Motorrad-Geländesportwettbewerben an – unter anderem für die deutsche Nationalmannschaft bei der Internationalen Sechstagefahrt. Danach sind keine Rennstarts oder Erfolge mehr nachvollziehbar.
Mindestens 1928 beteiligte sich Paul Köppen auch an Automobilrennen. So ist für ihn 1928 ein Sieg auf Mercedes-Benz beim Buckower Dreieckrennen in der Sportwagen-Klasse vor seinem Freund Burggaller, der auf Bugatti startete, verzeichnet.

## Rennsiege
| Jahr | Klasse   | Maschine        | Rennen                                           | Strecke                      |
| ---- | -------- | --------------- | ------------------------------------------------ | ---------------------------- |
| 1925 | 750 cm³  | BMW             | AVUS-Frühjahrsrennen                             | AVUS                         |
| 1925 | 750 cm³  | BMW             | Swinemünder Bäderrennen                          | Swinemünde                   |
| 1925 | 500 cm³  | BMW             | Großer Preis von Deutschland / AVUS-Herbstrennen | AVUS                         |
| 1926 | 1000 cm³ | Harley-Davidson | Rund um die Solitude                             | Solitude                     |
| 1926 | 1000 cm³ | Harley-Davidson | Fichtelberg-Rennen                               | Fichtelberg                  |
| 1927 | 500 cm³  | BWM             | Eilenriederennen                                 | Eilenriede                   |
| 1927 | 500 cm³  | BMW             | Targa Florio motociclistica                      | Medio circuito delle Madonie |
| 1927 | 1000 cm³ | BMW             | Kolberger Bäderrennen                            | Kolberg                      |
| 1927 | 1000 cm³ | BMW             | AVUS-Rennen                                      | AVUS                         |
| 1929 | 500 cm³  | BMW             | Targa Florio motociclistica                      | Medio circuito delle Madonie |